# دون خوان (قصيدة)
دون خوان هو عنوان لقصيدة ملحمية هجائية للشاعر الإنجليزي لورد بايرون، نُشرت على أجزاء ابتداءً من عام 1819م وتُعدُّ واحدة من أبرز أعماله. تعيد القصيدة تصوير الشخصية الأسطورية دون خوان، الذي يُعرف بشهواته العاطفية وفتوحاته الرومانسية، لكن في نسخة بايرون من الشخصية، يُصوَّر دون خوان على أنه شخص أكثر براءة وسلبية، غالبًا ما يكون مُفاجَأً بالنساء اللواتي يطاردنه. تسببت القصيدة في جدل واسع بسبب معالجتها الصريحة للعلاقات الجنسية، وأثارت نقاشات حول الأخلاق وحرية الفن. وقد تُركت قصيدة دون خوان غير مكتملة عند وفاة بايرون عام 1824م،